# Euphorbia annamarieae
Euphorbia annamarieae ist eine Pflanzenart aus der Gattung Wolfsmilch (Euphorbia) in der Familie der Wolfsmilchgewächse (Euphorbiaceae).

## Beschreibung
Die sukkulente Euphorbia annamarieae bildet wenig verzweigte Sträucher bis 1 Meter Höhe aus. Die Triebe besitzen an der Basis einen Durchmesser von 2 Zentimeter, Seitentrieben haben einen Durchmesser von 1 Zentimeter. Die schmal lanzettlichen Blätter stehen spiralförmig an den Trieben, sind nahezu sitzend und werden bis 10,5 Zentimeter lang und 1,5 Zentimeter breit. Die Blattnarben sind groß und die sehr vielen, einzeln stehenden Nebenblattdornen knorpelig und an der Basis verdickt.
Es werden nahezu endständige Cymen ausgebildet, die ungefähr dreifach gegabelt sind. Sie stehen an einem bis 5 Zentimeter langen Stiel. Die ausgebreiteten Cyathophyllen werden 5 Millimeter groß und sind mit kleinen Spitzen versehen. Sie sind cremegelb bis rötlich gefärbt und an den Rändern mit Haaren versehen. Die Cyathien werden 4 Millimeter groß und die Nektardrüsen sind gelb gefärbt. Der Fruchtknoten ist stumpf gelappt. Über die Frucht und den Samen ist nichts bekannt.

## Verbreitung und Systematik
Euphorbia annamarieae ist endemisch im Südosten von Madagaskar im Küstenregenwald bei Taolanaro verbreitet. Die Art steht auf der Roten Liste der IUCN und gilt als gefährdet (Vulnerable).
Die Erstbeschreibung der Art erfolgte 1991 durch Werner Rauh.